# Ratko Dostanić
Ratko Dostanić (in serbo Ратко Достанић?; Lučani, 25 ottobre 1959) è un allenatore di calcio ed ex calciatore serbo, fino al 2003 jugoslavo e al 2006 serbo-montenegrino, di ruolo difensore.

## Palmarès

### Allenatore

#### Competizioni nazionali
- Supercoppa di Bulgaria: 1

Levski Sofia: 2009
- Coppa di Serbia: 1

Stella Rossa: 2009-2010